# Beilicat de Sinope

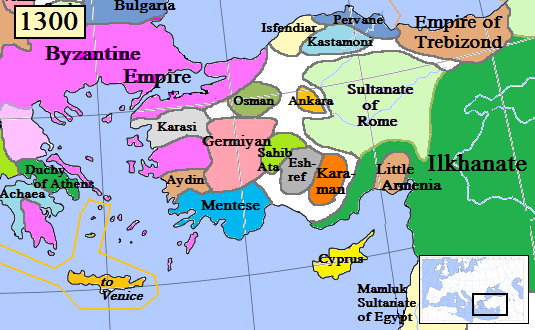
Mapa

El beilicat de Sinope fou un estat turcman que va viure vers el 1247 i una data indeterminada del segle xiv prop del 1335, quan fou conquerit pels amirs o beis de Kastamonu.

## Història
A la mort del Kay Khusraw II, sultà de Rum, els seus fills es van disputar el tron, i el pervâne (pervaneh) Muin al-Din Sulayman (otomà: ﭖروانه معين الدين سليمان, Pervâne Muineddin Süleyman; àrab: Mu'ïn al-Dīn Sulaymān) va donar suport a Kilidj Arslan IV i va aconseguir imposar-lo; pel mateix temps va aconseguir també apoderar-se de Sinope i rodalia, que pertanyia a l'imperi de Trebisonda, i la regió li fou concedida en feu (ikta) a la seva família; el seu enorme poder a la cort el feia una possible víctima del sultà, i per evitar la seva eliminació es va desfer de Kilidj Arslan IV el 1265 i va proclamar al seu fill menor d'edat Kay Khusraw III (1265-1283). Derrotats els seljúcides per Bàybars I el 18 de març de 1277 a Elbistan, el mameluc va entrar a Kayseri el 23 d'abril abans de retornar a Síria; Abaqa, el kan de Pèrsia, va fer responsable a Pervane de la derrota i el va fer matar el 2 d'agost de 1277.
El va succeir a Sinope i la costa el seu fill Mehmed Bey i es va reconèixer feudatari dels kans il-kànides. A la seva mort en data desconeguda el va succeir el seu fill Mesud Bey que fou capturat pels genovesos el 1298 i només alliberat contra un fort rescat. A les primeres dècades del segle xiv governava Ghazi Celebi, dedicat a la pirateria, sota la nominal autoritat d'una filla del sultà Masud II. Va passar al beilicat de Kastamonu regit per la dinastia Candar vers el 1335.
Djalal al-Din Kötürüm Bayezid, bey de Kastamonu de la casa de Candar, va perdre la seva capital el 1383 davant un dels seus propis fills, Süleyman II, que va tenir el suport del sultà otomà Murad I. Bayezid es va refugiar a Sinope i el beilicat va quedar dividit de facto. La dinastia Candar de Sinope va agafar poc després el nom d'Isfendiyar del nom del bey Isfensidiyar fill i successor de Bayezid.
El 1393 Isfendiyar de Sinope va demanar immunitat al sultà otomà a canvi d'esdevenir el seu vassall; Baiazet I li va concedir. El 1402 Isfendiyar va reconèixer la sobirania de Tamerlà, que li va ratificar el seu domini i a més li va concedir Kastamonu, Kalecik, Tosya, i Çankırı.

## Llista de beis

### Dinastia delspervanèides
- Pervane Muin al-Din Sulayman 1247-1277
- Mehmed Bey 1277-?
- Mesud Bey ?- segle xiv
- Ghazi Celebi segle xiv

### DinastiaCandaroğhlude Kastamonu
- A Kastamonu vers 1335-1383

### Dinastia delsIsfendiyaroğullaride Sinope
- Djalal al-Din Kötürüm Bayezid 1383-1385 (abans de Kastamonu)
- Mubariz al-Din Isfendiyar, 1385-1402 (des de 1402 a Kastamonu)

### Dinastia delsIsfendiyaroğullaride Kastamonu
- Beilicat de Kastamonu 1402-1461
- Otomans 1461

## Nota
1. ↑  Enciclopèdia de l'Islam, pàgina 113, columna II, línia 4